# 世界紅卍字會臺中市會
世界紅卍字會臺中市會，也称世界紅卍字會臺中市分會、臺中市院會，1969年10月14日在中华民国台湾省台中市成立的世界红卍字会分支机构，坐落在臺中市西區藍興里9鄰大全街126號，现任理事长为張清嘉。

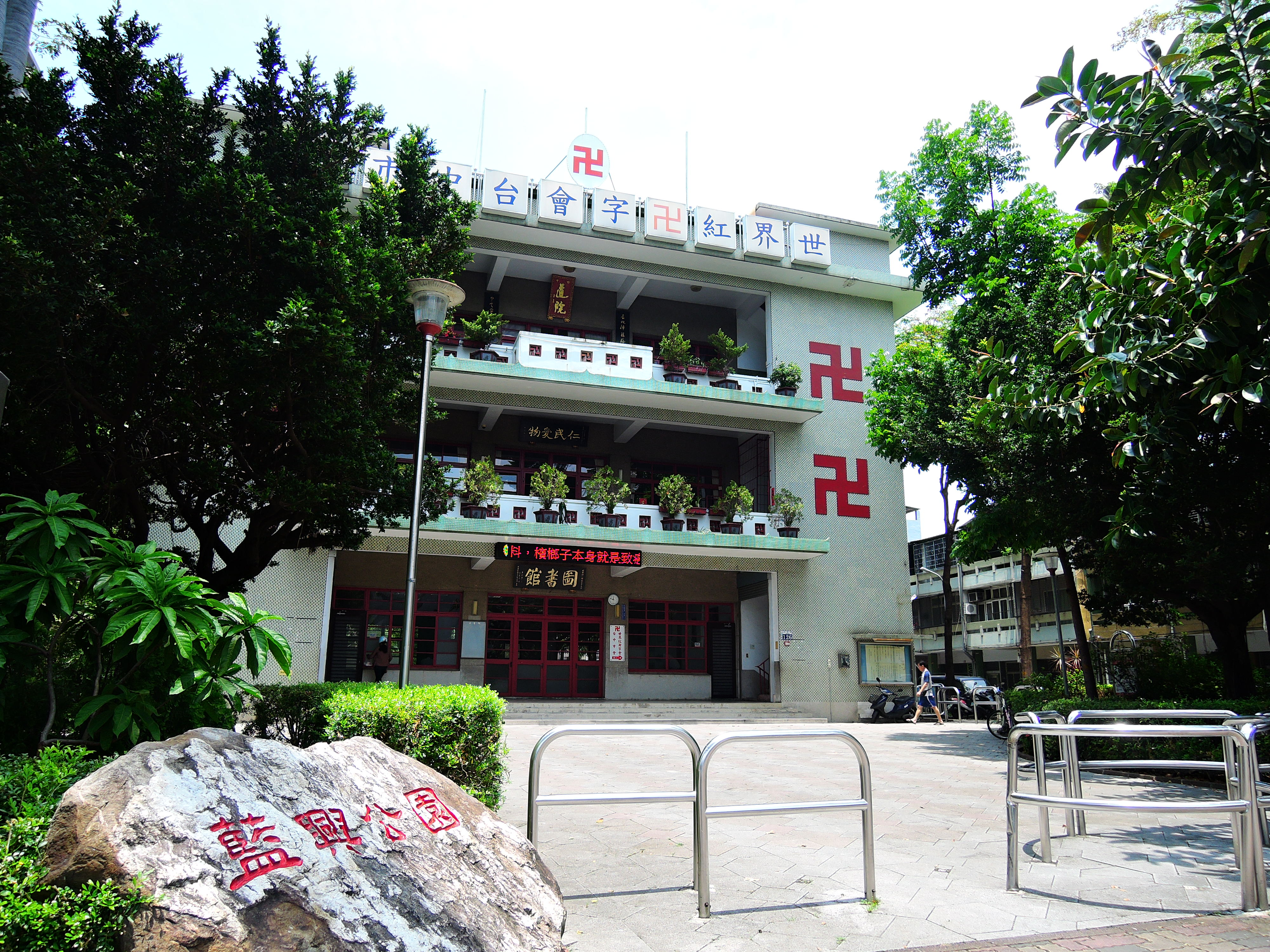
世界紅卍字會臺中市會

## 历史
1969年10月14日，世界紅卍字會臺中市分會在台中市西區大全街成立。1969年12月4日，举行世界紅卍字會臺中市分會成立暨圖書館落成仪式，分會大門題著「世界紅卍字會台中市分會」字牌，兩側分別为卍字旗與中華民國國旗，分会为一栋三层大楼，一樓挂有「圖書館」匾額，二樓匾額寫「博施濟眾」，三樓匾額则为「道院」。